# Museo de la Inmigración del estado de São Paulo
El Museo de la Inmigración del estado de São Paulo es una institución pública vinculada a la Secretaría de Cultura de São Paulo. Está ubicada en la antigua sede de la extinta Hospedaria dos Imigrantes en el tradicional barrio de Mooca en la ciudad de São Paulo, Brasil. El museo es un punto turístico muy frecuentado por personas tanto locales como foráneas.
El edificio ha sido declarado patrimonio histórico debido a su importancia para comprender los flujos de inmigración en el país y en el estado de São Paulo. A su vez, el museo busca crear espacios para que su público entre en un mayor contacto con las diferentes influencias de componen en escenario cultural de la ciudad y el estado de São Paulo.
La exposición permanente= "Migrar, experiencias, memorias e identidades" está dividida en ocho módulos que permiten al visitante conocer el proceso migratorio como algo inherente a la humanidad y, a partir de eso, los procesos migratorios ocurridos en el estado de São Paulo entre fines del siglo XIX y principios del XX. En las exposiciones temporales, el museo busca abordar temáticas relativas a los movimientos migratorios contemporáneos que se dan en el estado de São Paulo, buscando discutir sus características, personajes, diferencias y semejanzas con la migración ocurrida en el pasado. A veces el museo también realiza muestras de corta duración que tratan sobre los procesos históricos de migración como la exposición titulada "Retratos Inmigrantes" que presentó al público una serie de fotografías de personas que pasaron por la Isla Ellis en la ciudad de Nueva York, Estados Unidos.
El museo también posee un jardín y un Centro de Investigación, Preservación y Referencia (CPPR en sus siglas en portugués) que puede ser visitado. La colección del museo es bastante ecléctica y posee objetos relacionados con la antigua Hospedaria dos Imigrantes y a los migrantes y a sus descendientes. En su colección bibliográfica, la institución posee títulos especializados en los procesos migratorios. También posee una colección de historia oral y un conjunto de referencias digitales sobre los migrantes que pasaron por la Hospedaria, cuya custodia está a cargo del Archivo Público del estado de São Paulo.